# Canacona Island
Canacona Island, auch Kankon Island, ist eine bewaldete Gezeiteninsel, die der Bucht von Palolem in Goa (Indien) vorgelagert ist. Die Insel ist auch unter dem Namen Monkey Island bekannt, da auf ihr zeitweilig Affen wohnen, die sich bei Niedrigwasser in die angrenzenden Wälder zurückziehen. Auch von Menschen kann die Insel bei Niedrigwasser einfach zu Fuß erreicht werden. Von der zum Meer hin gelegenen Seite können an manchen Tagen Delphine beobachtet werden.